# Auribeau
Auribeau település Franciaországban, Vaucluse megyében. Lakosainak száma 70 fő (2022. január 1.). Auribeau Saignon, Cucuron, Cabrières-d’Aigues, Castellet és Sivergues községekkel határos.

## Népesség
A település népességének változása:
| Lakosok száma | 74   | 73   | 76   | 71   | 70   | 70   | 71   | 71   | 70   |
|               | 2013 | 2015 | 2016 | 2017 | 2018 | 2019 | 2020 | 2021 | 2022 |